# Matthias Nerlich

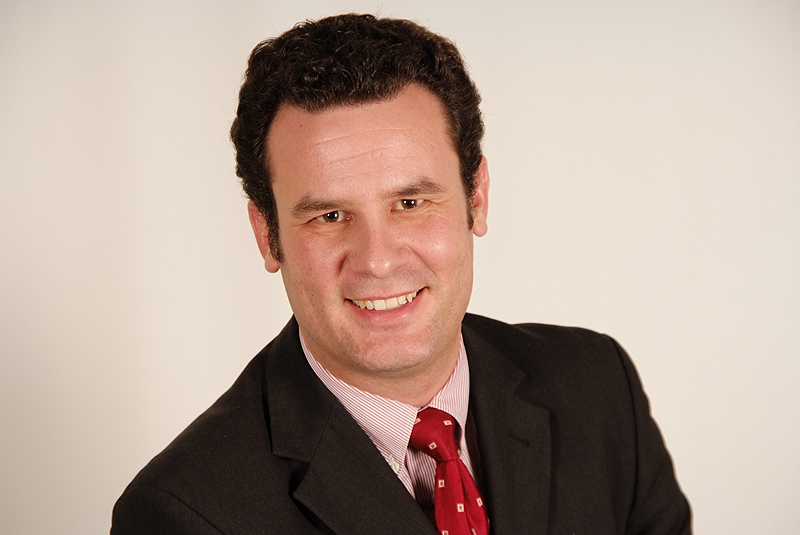
Matthias Nerlich im November 2009

Matthias Nerlich (* 4. September 1972 in Gifhorn) ist ein deutscher Politiker (CDU) und Bürgermeister der Stadt Gifhorn.

## Ausbildung und Beruf
Nach dem Abitur leistete Nerlich seinen Wehrdienst in Leer und Wesendorf und begann anschließend ein Studium der Rechtswissenschaften in Hannover. Im Jahr 2000 erlangte er sein 1. juristisches Staatsexamen und war danach bis zu seiner Wahl in den Landtag persönlicher Referent des Bundestagsabgeordneten Heinrich-Wilhelm Ronsöhr.

## Politik
Seit 1991 ist Nerlich Mitglied der CDU. Er war von 2001 bis 2012 Vorsitzender des Kreisverbandes Gifhorn. Von 1996 bis 2011 war er Ratsherr und von 2001 bis 2011 Bürgermeister der Gemeinde Leiferde. Außerdem gehörte er von 2001 bis 2011 dem Rat der Samtgemeinde Meinersen an. Von 2003 an war Nerlich Mitglied des Niedersächsischen Landtags. Als er 2011 zum Bürgermeister von Gifhorn gewählt wurde, legte er am 9. November 2011 sein Landtagsmandat nieder; für ihn rückte Rainer Beckmann (CDU) ins Parlament nach.